# Samoa Americane ai XXIV Giochi olimpici invernali
Le Samoa Americane hanno partecipato ai XXIV Giochi olimpici invernali, che si svolgeranno dal 4 al 20 febbraio 2022 a Pechino in Cina, con una delegazione composta da un atleta. Come unico atleta, lo skeletonista Nathan Crumpton sarà portabandiera della squadra nel corso della cerimonia di apertura.

## Delegazione
| Sport    | Uomini | Donne | Totale |
| -------- | ------ | ----- | ------ |
| Skeleton | 1      | 0     | 1      |
| Totale   | 1      | 0     | 1      |

## Risultati

### Skeleton
| Atleta          | Evento           | 1ª manche | 1ª manche | 2ª manche | 2ª manche | 3ª manche | 3ª manche | 4ª manche | 4ª manche | Totale  | Totale |
| Atleta          | Evento           | Tempo     | Pos.      | Tempo     | Pos.      | Tempo     | Pos.      | Tempo     | Pos.      | Tempo   | Pos.   |
| --------------- | ---------------- | --------- | --------- | --------- | --------- | --------- | --------- | --------- | --------- | ------- | ------ |
| Nathan Crumpton | Singolo maschile | 1'02"06   | 22º       | 1'01"65   | 17º       | 1'01"60   | 17º       | 1'01"49   | 18º       | 4'06"80 | 19º    |